# 盛海路站
盛海路（世博城）站位于中华人民共和国山东省青島市黃島區飛宇路和明富大道的交叉口，是青岛地铁13号线的地铁车站。2018年12月26日开通。該站共有2個出入口。